# Primeiro-ministro do Reino Unido
O Primeiro-ministro do Reino Unido da Grã-Bretanha e Irlanda do Norte é o chefe de governo do Reino Unido e representa o Governo de Sua Majestade, tendo as mesmas prerrogativas dos demais primeiros-ministros da Commonwealth (que seguem a forma constitucional chamada de sistema de Westminster) e exercendo, junto com os membros de seu gabinete, o poder executivo do Governo Britânico. O primeiro-ministro exerce os poderes que pertencem, teoricamente, ao Rei. O atual primeiro-ministro é Keir Starmer, do Partido Trabalhista.
Normalmente, o primeiro-ministro é o líder do maior partido político na Câmara dos Comuns.

## História

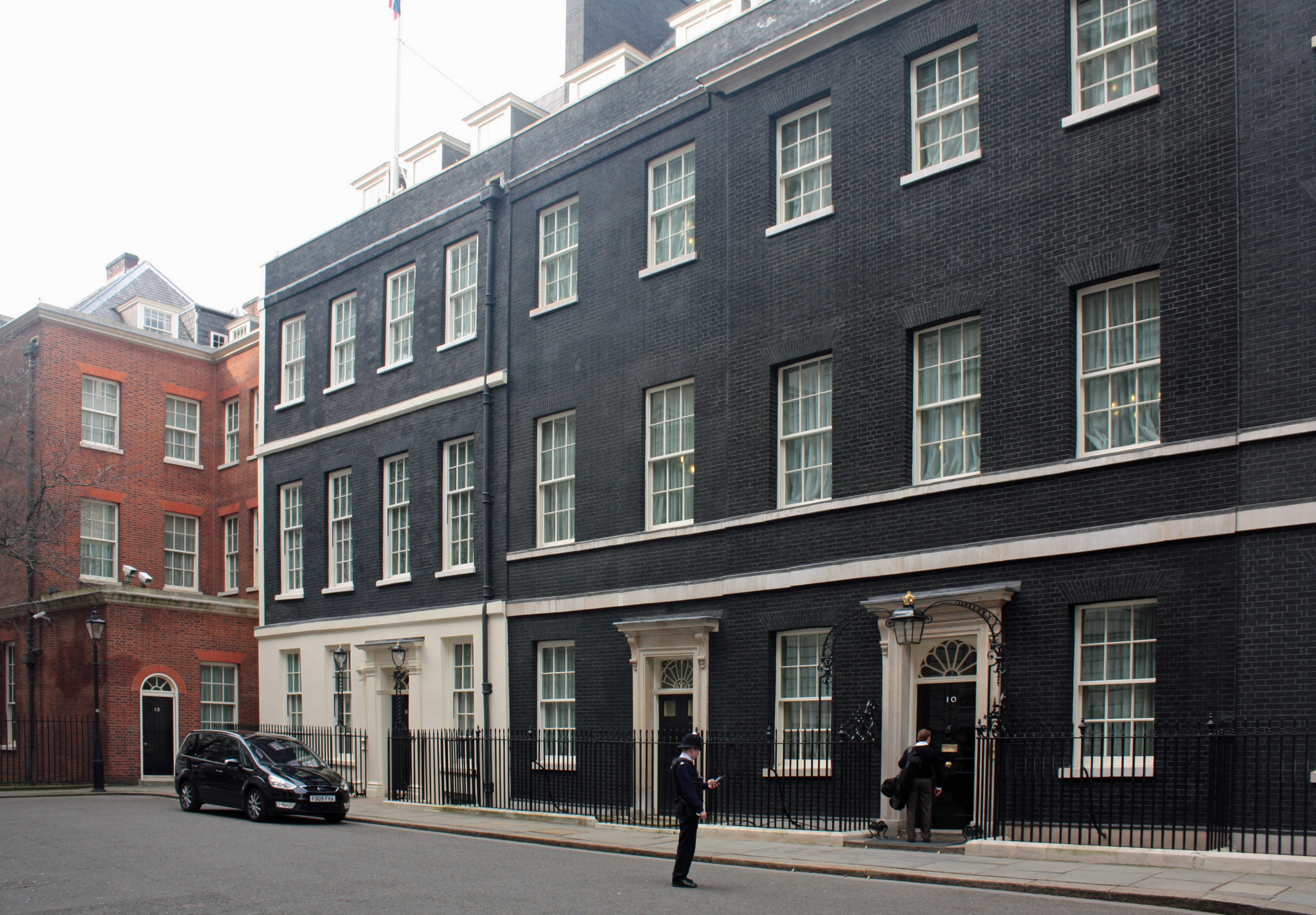
10 Downing Street, a residência oficial e o local de trabalho do primeiro-ministro britânico.

O cargo de Primeiro-ministro não é estabelecido por nenhum estatuto ou documento constitucional, existindo apenas por uma série de convenções, cercada por tradição, onde o monarca aponta como primeiro-ministro a pessoa que tem mais condições de comandar a confiança da Câmara dos Comuns; este indivíduo é tipicamente o líder do partido ou coligação de partidos que detém o maior número de assentos no parlamento.
A posição de primeiro-ministro nunca foi criada. Ela evoluiu de forma lenta e errática por um período de mais de trezentos anos através de inúmeras leis no Parlamento, desenvolvimentos políticos e eventos da história. O cargo é, portanto, melhor entendido por uma perspectiva histórica. As origens da posição são encontradas nas mudanças constitucionais que aconteceram entre 1688 e 1720, após um século de guerras civis e revoluções, com o poder político passando do Soberano (o monarca) para o Parlamento. Embora, em nenhum momento, o soberano tenha sido destituído de seus poderes prerrogativos antigos e permaneça, legalmente, como chefe de Estado e Governo, politicamente se tornou necessário, gradualmente, para o rei ou rainha governar através do primeiro-ministro, que é o líder do maior partido ou coalizão na Câmara dos Comuns, dando ao primeiro-ministro autoridade executiva sobre os afazeres de Estado como chefe do Governo do Reino Unido. Um exemplo disso são as forças armadas britânicas que, nominalmente, tem como seu comandante-em-chefe o Monarca, mas quem de facto comanda o exército e determina as políticas de defesa é o primeiro-ministro, com o consentimento do Parlamento.
Na década de 1830, o Sistema Westminster de governo (ou 'governo de gabinete') emergiu; o primeiro-ministro se tornou o primus inter pares ou o "primeiro entre iguais" no gabinete e Chefe de Governo do Reino Unido. A posição política do primeiro-ministro foi aumentada pelo desenvolvimento dos partidos políticos modernos, a introdução de meios de comunicação em massa e da fotografia. No século XVIII, a figura do primeiro-ministro tomou sua forma no Reino Unido.
Antes de 1902, o primeiro-ministro podia vir da Câmara dos Lordes, desde que seu governo tivesse uma maioria na Câmara dos Comuns. Porém, já no século XIX, o poder da aristocracia tradicional despencou e se tornou uma convenção de que o primeiro-ministro viria da câmara baixa. Assim, como líder da Câmara dos Comuns, o primeiro-ministro viu seus poderes ampliados através do Parliament Act 1911 que marginalizou a Câmara dos Lordes no processo de fazer leis.
O primeiro-ministro tem uma residência oficial, a 10 Downing Street (onde realiza suas reuniões de governo), uma casa de campo (Chequers), uma equipe de segurança e auxiliares diretos, além de outros privilégios. Seu salário é de £ 151,6 mil libras por ano (que já inclui o salário de parlamentar).